# Hauszerstörung im israelisch-palästinensischen Konflikt

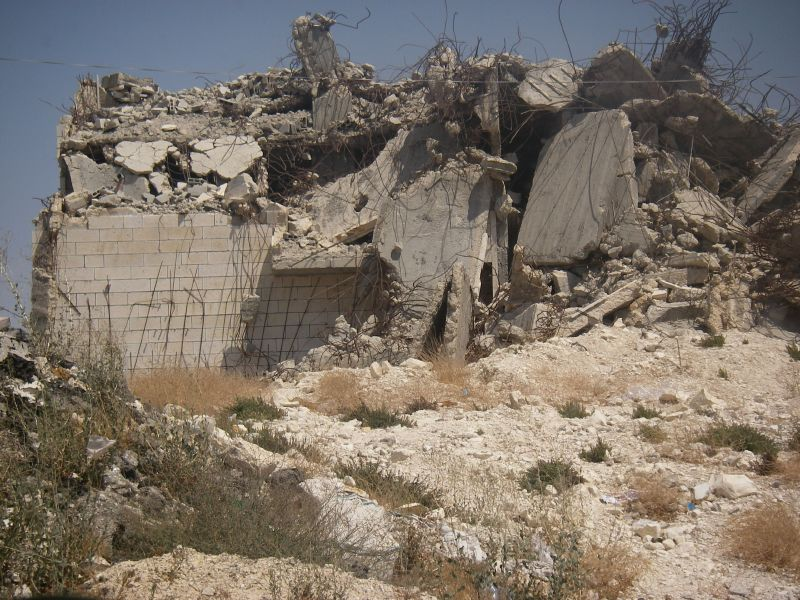
Durch israelische Sicherheitskräfte zerstörtes palästinensisches Haus

Hauszerstörung im israelisch-palästinensischen Konflikt ist eine Vorgehensweise der Israelischen Streitkräfte im israelisch-palästinensischen Konflikt. Sie zerstören die Häuser von palästinensischen Attentätern und deren Familien als abschreckende Maßnahme, sowie solche, die ohne Genehmigung gebaut wurden, als Sicherheitsmaßnahme. Hauszerstörungen zur Abschreckung wurden erstmals von den Briten in der Spätphase ihres Völkerbundmandats für Palästina eingesetzt und kamen insbesondere während der beiden Intifadas zur Anwendung. Während Israel die Zerstörung der Häuser als konfliktbedingt oder aus Sicherheitsgründen notwendig bezeichnet, sehen Menschenrechtsorganisationen, wie z. B. das Israelische Komitee gegen Hauszerstörungen (ICAHD) oder Amnesty International darin Systematik und Kriegsverbrechen. Anfang 2005 entschied Israel, diese Methode als Strafe gegen Attentäter grundsätzlich nicht mehr anzuwenden, da sie das Klima wechselseitiger Gewalt wesentlich mehr anheizte, als zur Abschreckung beitrug. Im Jahr 2014 und danach wurde die Strafmaßnahme durch die israelische Regierung wieder eingesetzt.

## Rechtsgrundlagen und Fallgruppen
In den israelisch besetzten Gebieten und in Israel selber gibt es drei Rechtsgründe für die Zerstörung von Häusern:

### Fehlende Baugenehmigung
Dies betrifft ausschließlich Gebiete, die nicht von der Palästinensischen Autonomiebehörde verwaltet werden (Zone C, etwa 60 % der Palästinensischen Autonomiegebiete). Häuserabrisse aufgrund fehlender Baugenehmigungen betreffen Juden und Araber gleichermaßen. Teilweise werden geplante Abrissarbeiten jedoch gestoppt. So plante die Jerusalemer Stadtverwaltung im Juni 2010, in dem Vorort Silwan 22 Häuser zu zerstören, um Platz für einen Park zu machen, was zu großen Spannungen innerhalb Jerusalems führte und in einer Verurteilung seitens Washingtons und der Vereinten Nationen resultierte. Auch Beduinen im Negev sowie im Jordantal sind verstärkt mit Hauszerstörungen konfrontiert, weil sie oftmals ohne Genehmigungen auf ihrem als Weideland deklarierten Land bauen, statt in teils eigens für sie geplante Städte wie das 1989 errichtete Hura zu ziehen. Seit den 70er Jahren übt Israel laut der israelischen Menschenrechtsorganisation B’Tselem Druck auf die Beduinen im Jordantal aus, ihr Land zu verlassen. Bei der Zerstörung mehrerer Häuser im Beduinendorf Umm al-Ḥīrān am 18. Januar 2017 tötete ein Beduine einen Polizisten und wurde anschließend von Sicherheitskräften getötet. Israel weist darauf hin, dass es Zerstörungen von Schwarzbauten in allen Rechtsstaaten gibt. Kritisiert werden aber die Umstände, die dazu führen: Verweigerung von Baugenehmigungen oder nachträglichen Legalisierungen.

### Aus Sicherheitsgründen
Weil Gebäude zu nahe an von Israelis benutzen Straßen oder Siedlungen liegen oder für den Bau der israelischen Sperranlagen kann die Armee die Beseitigung bestehender Häuser beantragen. Dafür ist ein behördliches Verfahren notwendig. Auch diese Art der Enteignung ist in anderen Staaten möglich, es gibt keine Entschädigungen für die Bewohner. So gab es zum Beispiel regelmäßig Anträge, sehr alte palästinensische Gebäude an der Straße in Hebron abzureißen, die an dem Weg liegen (Worshippers' Way), den die Siedler von Kirjat Arba zur Grotte der Patriarchen nehmen.

### Als Strafmaßnahme
Unter Anwendung eines alten Gesetzes aus der britischen Mandatszeit werden Häuser, von denen aus Angriffe auf Israelis erfolgten, zerstört. Es genügt aber auch, dass ein Angreifer oder Attentäter dort wohnte. Da arabische Familien groß sind und mehrere Generationen zusammen in einem Haus wohnen, sind dadurch oft viele Personen betroffen. Israel rechtfertigt dies moralisch mit dem Vergleich, dass auch bei einer Haftstrafe eines Familienerhalters Unschuldige leiden, weil sie dann kein Familieneinkommen mehr hätten. Andererseits soll diese Maßnahme auch der Abschreckung von Attentätern dienen. Rechtsgrundlage der Maßnahme ist aus israelischer Sicht die britische Mandats-Notstandsverordnung Regulation 119 aus dem Jahre 1945. Nachdem mit Ende des Zweiten Weltkrieges die Gewalt im Völkerbundsmandat Palästina wieder eskalierte, erließ Großbritannien als verantwortliche Schutzmacht diese Verordnung, um so ein Mittel zur Eindämmung des Konflikts zu haben. Die Briten machten aber nur in geringem Umfang Gebrauch davon. Der Abzug der Briten 1948 gestaltete sich wenig planvoll: Zwar wurde Regulation 119 aufgehoben, doch man unterließ die Verkündung der Aufhebung im Amtsblatt. 1987 vertrat das britische Außenministerium in einem Schreiben an Israel die Auffassung, dass Regulation 119 aufgehoben worden sei. Israel vertritt hingegen die Ansicht, dass die Rechtsänderung zu ihrer Wirksamkeit der Bekanntmachung bedurft hätte, und wendet die Vorschrift daher weiter an. Gedeckt sei diese durch den Artikel 53 der Ersten Genfer Konvention von 1949, die die Zerstörung von Gebäuden aus militärischer Notwendigkeit erlaubt. Verboten ist sie allerdings nach der Vierten Genfer Konvention zum Schutz der Zivilbevölkerung, soweit diese Notwendigkeit nicht gegeben ist. Die Zerstörung ist nach deren Artikel 33 insbesondere dann unzulässig, wenn dabei unbeteiligte Dritte bestraft werden. Israel hält aber diese Konvention für die besetzten Gebiete nicht anwendbar, weil es sich dabei nicht um das Gebiet eines anderen Staates handele. Jordanien hat 1988 seine umstrittenen Ansprüche auf die Westbank aufgegeben, der Gazastreifen war seit Teilung des Mandatsgebietes staatenlos, die Autonomiegebiete selbst gelten nicht als Staat. Zudem seien sämtliche Hauszerstörungen „militärisch notwendig“.

## Organisatorischer Ablauf
Die Zerstörung als Strafmaßnahme erfolgt unabhängig von einer (militär)gerichtlichen Verurteilung. Der entsprechende Bescheid wird von der Armee ohne Anhörung ausgestellt. Die Zerstörungen erfolgen oft unmittelbar nach der zu vergeltenden Tat, lange vor einem Strafverfahren gegen den Täter. Meist erscheinen bereits am nächsten Tag Pioniere der Armee, um das Haus für die Planung der Sprengung bzw. Zerstörung zu vermessen. Zu diesem Zeitpunkt ist noch nicht einmal die Anklage erfolgt. Das Prinzip der Unschuldsvermutung wird nicht beachtet. Im November 2018 verfügte die Armee die Zerstörung des Elternhauses von Ashraf Naawla, der zu diesem Zeitpunkt nach einem Anschlag mit zwei Toten als mutmaßlicher Täter immer noch auf der Flucht war. Die tatsächliche Zerstörung erfolgte allerdings erst einen Monat später, unmittelbar nachdem der Verdächtige gefunden und getötet worden war.
Inzwischen gibt es die Möglichkeit, ein Rechtsmittel gegen die Zerstörungen einzulegen – die Anrufung des Obersten Gerichtshofs.
Dazu wird zuerst eine Vorverständigung mit einem Termin ausgehändigt bzw. am Haus angebracht. Bei der Zerstörung als Strafmaßnahme ist eine Berufung selten erfolgreich, in anderen Fällen gibt es manchmal zumindest eine Verzögerung.
Der Einspruch wird von einem dreiköpfigen Richterkollegium behandelt, das nach dem Mehrheitsprinzip entscheidet. Manchmal geht es bei der Verhandlung darum, ob es notwendig sei, das gesamte Haus oder nur einzelne Wohnungen zu zerstören, sofern das technisch möglich ist.
Erfolgt kein Einspruch bzw. wird einem solchen nicht stattgegeben, erfolgt die Zerstörung durch die Armee – meist in den frühen Morgenstunden, wofür das betroffene Gebiet zuvor weiträumig abgeriegelt und zur militärischen Sperrzone erklärt wird.

## Technische Durchführung

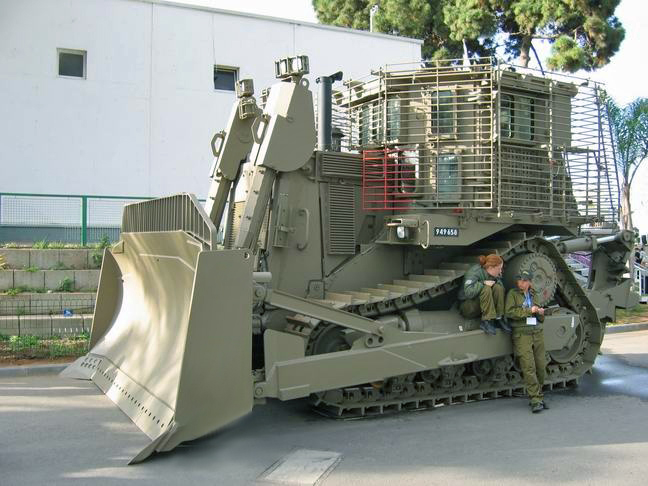
Für IDF modifizierter Caterpillar D9R

Nachdem zunächst Sprengung bevorzugtes Mittel der Durchführung war, ging man ab 1993 zur Zerstörung mit Bulldozern über, da dadurch Nachbargebäude nicht beeinträchtigt wurden. Unter dem Einfluss von Gerichtsentscheidungen werden in den letzten Jahren bei Mehrfamilienhäusern oft nur die betroffenen Wohnungen beispielsweise durch eine Betonversiegelung unbewohnbar gemacht.

## Zeitliche Abfolge
Nach Angaben des „Israelischen Komitees gegen Hauszerstörung“ hat Israel seit Beginn der Besatzung 1967 etwa 12.000 palästinensische Häuser in Ost-Jerusalem und den Palästinensischen Gebieten zerstört, darunter 740 während des Oslo-Friedensprozesses.

### Erste Intifada
In der Ersten Intifada wurden bis Ende 1991 mehr als 300 Wohnungen zerstört oder versiegelt. Das machte rund 2.000 Personen obdachlos.
Die Zerstörungen erfolgten in der ersten Zeit kurz nach der Identifizierung und Festnahme einer Person ohne juristisches Verfahren, noch vor einer Gerichtsverhandlung, wo es dann erst zur eigentlichen (oft nur geringfügigen) Bestrafung, aber auch zum Freispruch gekommen ist. Betroffen waren auch völlig Unschuldige wie die Vermieter und Nachbarn, da die Zerstörung der Häuser mit minimaler Vorwarnzeit (die Bewohner mussten die Gebäude innerhalb weniger als einer Stunde räumen) und ohne Rücksicht auf die Umgebung durch Sprengen erfolgte.

### Zweite Intifada
In der Zweiten Intifada kam es zu einem Automatismus bei der Zerstörung der Häuser von Selbstmordattentätern, der die Familien veranlasste, ihre Wohnungen unmittelbar nach einem Anschlag eines Familienmitgliedes komplett zu räumen, sogar Fenster und Türen wurden dabei ausgebaut. In den ersten Jahren gab es Entschädigungszahlungen der Autonomiebehörde und anderer Organisationen und Staaten. Dann verhinderte Israel erfolgreich diese Geldflüsse (Einstellung der israelischen Transferzahlungen an die Autonomiebehörde, Überwachung des palästinensischen Bankenwesens, Beschlagnahme von Geldern auf verdächtigen Konten) und Entschädigungen kamen nicht mehr an. In der Folge waren auch immer mehr Familien bereit, ihre Kinder vor einem geplanten Attentat anzuzeigen. Trotzdem hat eine israelische Kommission festgestellt, dass eine ausreichende Abschreckungswirkung nicht gegeben ist, und darauf verkündete der Generalstabschef Mofaz am 18. Februar 2005 einen Stopp der automatischen Zerstörung von Häusern nach Selbstmordanschlägen.
Seit 2000 werden auch vermehrt Häuser zerstört, wenn sich Flüchtige darin verstecken, damit keine Hausdurchsuchungen mit Gefährdung von Soldaten notwendig sind. In einigen Fällen wurden die Gesuchten dabei im Schutt getötet, aber auch Mitbewohner, die das Haus nicht rechtzeitig verlassen konnten.
Nachdem zu Beginn der zweiten Intifada im Oktober 2000 zwei israelische Soldaten in Ramallah von einer palästinensischen Menschenmenge gelyncht worden waren, übertrug der Radiosender Voice of Palestine am 13. Oktober 2000 die Freitagspredigt von Scheich Ahmad Abu Halabiya, Vorsitzender des Fatwa-Rates der Autonomiebehörde, in der Halabiya die Lynchmorde verteidigte und dazu aufforderte, alle Juden zu töten, wo immer man sie antreffe. Israel gab dem Sender daher eine Mitschuld an der folgenden Eskalationswelle. Ein Hubschrauber der israelischen Luftwaffe beschoss darauf Sendeanlagen von Voice of Palestine. Im Januar 2002 rechtfertigte Israel einen Angriff seiner Bodentruppen auf den Sender damit, dass dieser zur Gewalt aufrufe. Sie evakuierten zuerst das fünfstöckigen Sendergebäude und setzten es danach durch mehrere Sprengsätze in Brand. Zuvor waren bei einem palästinensischen Anschlag auf eine Familienfeier in Israel sechs Menschen getötet und 30 verletzt worden. Da der Aufbau des Senders mit Geldern der EU gefördert worden war, musste der damalige Außenminister Schimon Peres persönlich die Aktion verteidigen.
Am 10. September 2003 wurde in Hebron ein Hochhaus mit 8 Stockwerken und 26 Wohnungen gesprengt, wobei 68 Personen obdachlos wurden. Laut israelischer Armee erfolgte die Zerstörung, da das Haus den Brüdern Abdulla und Schafik Qawasmeh gehört habe, die an der Planung mehrerer Anschläge beteiligt waren und zahlreiche Terroristen gegen Israel entsandten. Nach Darstellung der Bewohner des Hauses gehörte es hingegen weitläufigen Verwandten der Brüder, die selbst dort nie gelebt hätten. Der weitverzweigte Qawasmeh-Clan ist der Hamas-Ableger im Westjordanland und will die Juden aus dem Land vertreiben und Israel vernichten, um dort einen islamischen Staat zu errichten. 17 Clanmitglieder verübten seit 2000 Selbstmordanschläge und töteten dabei 120 Israelis. Hinzu kamen familienfremde Attentäter, die von den Qawasmeh-Führern mit Anschlägen beauftragt wurden. Abdulla Qawasmeh galt als der Pate von Hebron und wurde 2003 getötet. Sein Schwiegersohn Marwan Qawasmeh gilt als einer der beiden Täter, die drei jüdische Jugendliche entführten, ermordeten und damit den Krieg zwischen Israel und der Hamas im Sommer 2014 mit über 2000 Toten auslösten.
Bei Chan Yunis im Gazastreifen wurden 2004 im sogenannten österreichischen Bezirk (Al-Haj Al-Nemsawi) an der Grenze zu Ägypten (neben der Philadelphi-Route) eine Reihe von Häusern zerstört, die von der österreichischen Entwicklungshilfe finanziert worden waren.
Vom 29. September 2000 bis zum 28. September 2007 wurden laut PCHR (Palestinian Centre for Human Rights) 2991 Wohnhäuser komplett und 2870 teilweise zerstört, dazu noch 735 Produktionsstätten.
Bis 2005 wurden 270 Häuser als Strafe für Anschläge (gemäß Regulation 119) zerstört.

### Aussetzen der Zerstörungen zwischen 2005 und 2014
Da nach den Erkenntnissen einer armeeinternen Untersuchung (Shani-Kommission) die Hauszerstörungen das Klima wechselseitiger Gewalt wesentlich mehr anheizten, als sie zur Abschreckung beitrugen, entschied Israel Anfang 2005, die Methode als Strafe gegen Selbstmordattentäter grundsätzlich nicht mehr weiter anzuwenden, behielt sich aber eine Wiederaufnahme dieser Praxis in besonderen Fällen vor. Unberührt von dieser Entscheidung bleiben jedoch Zerstörungen aus baurechtlichen Gründen und aus Sicherheitsgründen.
Als am 6. März 2008 ein aus Ostjerusalem stammender Palästinenser beim Massaker an der Merkas HaRaw Kook acht Menschen erschoss, wurde sein Haus nicht zerstört, obwohl dies von Teilen der israelischen Öffentlichkeit heftig gefordert wurde.
Nach einem Attentat mit einem Bagger am 2. Juli 2008, bei dem drei Israelis auf der Jaffastraße in Westjerusalem getötet wurden, bestellte Ministerpräsident Ehud Olmert ein Rechtsgutachten, ob die Zerstörung des Hauses des ebenfalls aus Ostjerusalem stammenden Attentäters möglich sei. Als es drei Wochen später wieder zu einem ähnlichen Vorfall durch einen Ost-Jerusalemer kam, wurden ähnliche Stimmen laut. Der Oberste Gerichtshof entschied schlussendlich im März 2009, dass nur der Teil des Hauses, das der erste Baggerfahrer bewohnt hatte, unbewohnbar gemacht werden darf. Dies geschah dann am 7. April 2009 durch Abbruch nur des ersten Stocks.
Bei der Operation Gegossenes Blei im Gazastreifen im Januar 2009 nutzten die israelischen Streitkräfte Hauszerstörungen zur Vermeidung eigener Verluste. Verdächtige Gebäude wurden sofort mit einer Rakete und zwei Panzergranaten beschossen und die Reste mit dem Bulldozer umgewalzt. Dies hinterließ nicht nur erhebliche Zerstörung an der zivilen Infrastruktur, sondern forderte auch zivile Opfer, da eine Evakuierung von Bewohnern nicht immer gewährleistet war.

### Aktuelle Situation
Im Juni 2014 beschloss das israelische Sicherheitskabinett im Zuge der Suche nach drei entführten Israelis und anlässlich eines Attentats mit Schusswaffe auf einen Polizisten, die Hauszerstörungen wieder aufzunehmen. Bei einer Anhörung vor dem Obersten Gerichtshof verlangte die Witwe des Polizisten die Zerstörung des Hauses des vorerst nur angeklagten Mörders ihres Mannes. Der Staat argumentierte, dass die aktuelle Zunahme von Anschlägen eine Rückkehr zu dieser Form der Abschreckung verlange. Der Einspruch von HaMoked wurde abgewiesen. Die Zerstörung des Hauses bei Hebron erfolgte dann zwei Tage später, auch die Haushälfte des unbeteiligten Bruders, der auch der Hausbesitzer ist, wurde dabei unbewohnbar.
Am 30. Juni 2014 wurden die Wohnhäuser von zwei der Entführung und des Mordes an drei israelischen Schülern beschuldigten flüchtigen Palästinensern in Hebron gesprengt.
Anfang Juli beschloss die Armee, Hauszerstörungen wieder als Strafe konsequent einzusetzen. Sogar die Häuser von bereits verurteilten Attentätern in bis zu drei Jahren zurückliegenden Fällen sollen betroffen sein.
Bei der Operation Protective Edge gegen die Hamas im Gazastreifen wurden die Wohnhäuser von Hamas-Repräsentanten zerstört ohne die Absicht, die darin Wohnenden zu treffen. Dazu wurden die Bewohner sogar telefonisch aufgefordert, das Gebäude zu verlassen. Danach erfolgte eine letzte Warnung durch Dachklopfen mit einer kleinen Rakete ohne Sprengkopf. Erst danach kam die Rakete mit dem Sprengkopf zum Einsatz. Begründet wird das Zerstören des Privathauses in so einem Fall damit, dass es als militärisches Hauptquartier der Person genutzt würde. Für das UNO-Hochkommissariat für Menschenrechte ist es jedoch fraglich, ob diese Luftangriffe auf Wohnhäuser im Einklang mit dem Kriegsrecht und den Menschenrechten stünden, da sie nicht als militärische Ziele gelten.
Mitte November 2015 verriet ein Palästinenser aus Angst um das Haus der Familie in Hebron seinen Sohn, der am Tag zuvor bei einem Anschlag zwei Israelis ermordet hatte.
Am 20. April 2016 urteilte der Oberste Gerichtshof, dass die Häuser zweier Mittäter eines Anschlages im Oktober 2015, bei dem ein Siedlerpaar starb, nicht zerstört werden dürfen, da sie den Anschlag nicht selbst mit ausführten, sondern nur Geld und Waffen beschafft hatten und deren Familienangehörige keine Kenntnis von diesen Aktivitäten hatten. Die Hauszerstörung wäre eine zu große Strafe für die unbeteiligten Mitbewohner. Das Haus eines dritten Mittäters, der die Attentäter transportiert und die Waffen versteckt hatte, durfte dagegen zerstört werden, da seine Beteiligung schwerwiegend war. Dabei sprach sich eine Richterin des Dreierkollegiums auch gegen die dritte Hauszerstörung aus.
Ende Oktober 2017 forderte der damalige Verteidigungsminister Avigdor Lieberman, Hauszerstörungen bereits dann durchzuführen, wenn israelischen Opfer schwer verletzt wurden, und nicht erst bei Todesopfern, wie es aktuell in den Bestimmungen festgelegt ist.
Am 15. Dezember 2018 zerstörte die Armee das vierstöckige Haus der Familie Abu Hmeid im Amari-Flüchtlingslager in Al-Bireh, weil ein Sohn angeklagt war, im Sommer davor einen Soldaten erschlagen zu haben. Das Haus war bereits 1990 und 2003 wegen der Taten anderer Söhne, die zu lebenslangen Haftstrafen verurteilt worden waren, zerstört und danach wieder aufgebaut worden. Somit konnte in diesem Fall von einer abschreckenden Wirkung der Hauszerstörung keine Rede sein. Auch in diesem Fall schwor die Familie, das Haus umgehend wieder neu zu errichten.

## Kritik und Proteste
Menschenrechtsorganisationen wie das Israelische Komitee gegen Hauszerstörungen (ICAHD) und B’Tselem unterstützen Betroffene juristisch und auch beim Wiederaufbau. Auch ausländische Aktivisten versuchen immer wieder, Zerstörungen durch Blockaden zu verhindern, der bekannteste Fall ist der der ISM-Aktivistin Rachel Corrie, die dabei im Gazastreifen starb. Nachdem die Zerstörungen seit 2003 vornehmlich mit Planierraupen der Firma Caterpillar Inc. erfolgten, gab es Versuche, den Lieferanten und die US-Regierung, mit deren Militärhilfe die Lieferungen stattfanden, in die Verantwortung zu nehmen. Im September 2007 wies ein Berufungsgericht die Klage der Familie von Rachel Corrie ab, weil damit in Belange der Regierung eingegriffen würde. Die internationale Protestorganisation Stop CAT organisiert laufend Demonstrationen gegen die Lieferungen an die israelische Armee. Am 6. Februar 2006 beschloss die Generalsynode der Anglikanischen Kirche in England, ihre Caterpillar-Aktien im Wert von 2,5 Millionen Pfund abzustoßen, um nicht „an Firmen beteiligt zu sein, die von der israelischen Besetzung profitieren“. 2007 hat der Weltkirchenrat zur Unterstützung der palästinensischen Bevölkerung zum Boykott von Firmen aufgerufen, die „an der Lieferung von Sicherheitssystemen für israelische Siedlungen verdienen“, die völkerrechtswidrig im israelisch besetzten Westjordanland errichtet wurden. Dabei wurde ausdrücklich die Firma Caterpillar genannt.
Friedensorganisationen wie Schalom Achschaw kritisierten, dass Regulation 119 nur auf palästinensische Terroristen, nicht aber auf Gewalttäter aus den Reihen der radikalen jüdischen Siedlerbewegung angewendet werde. Bei einer Gerichtsanhörung am 6. August 2014 forderte der Vater von Mohammed Abu Khdeir, der von jüdischen Extremisten als Reaktion auf einen Dreifachmord an jüdischen Jugendlichen durch Hamas-Angehörige lebendig verbrannt wurde, dass die Häuser der drei Mörder, eines davon in einer israelischen Siedlung, ebenfalls zerstört werden sollen. Nach der Verurteilung der Täter stellte er im Juli 2016 einen entsprechenden Antrag beim Obersten Gerichtshof, nachdem sämtliche Aufforderungen zur Gleichbehandlung jüdischer Täter abgewiesen worden waren. Von Seiten des Verteidigungsministeriums wird angeführt, dass keine Symmetrie bei jüdischen Attentätern notwendig sei, weil es keiner entsprechenden Abschreckung bei Juden bedürfe. Im November 2016 verlangte der Oberste Gerichtshof vom Staat eine offizielle Erklärung dieser Begründung, um in dieser Sache entscheiden zu können.